# شان سیپس
شان سیپُس (انگلیسی: Shaun Sipos؛ زادهٔ ۳۰ اکتبر ۱۹۸۱) یک هنرپیشه اهل کانادا است. وی از سال ۲۰۰۱ میلادی تاکنون مشغول فعالیت بوده‌است.

## گزیدهٔ آثار

### سینما
- خویشتن‌دار (۲۰۰۹)
- کینه ۲ (۲۰۰۶)
- مقصد نهایی ۲ (۲۰۰۳)

### تلویزیون
- خاطرات خون‌آشام (۲۰۱۴–۲۰۱۳)
- سی‌اس‌آی (۲۰۱۰)
- بخش فوریت‌های پزشکی (۲۰۰۷)
- سی‌اس‌آی: میامی (۲۰۰۵)
- اسمالویل (۲۰۰۳)
- محدوده بیرونی (۲۰۲۲)